# Mortagne-du-Nord

Mortagne-du-Nord este o comună în departamentul Nord, Franța. În 1 ianuarie 2022 avea o populație de 1.581 de locuitori.